# جان سنيلا
جان سنيلا (9 ديسمبر 1914 - 20 نوفمبر 1979) كان لاعب وسط كرة قدم فرنسي ومدرب كرة قدم سابق. درب في الغالب نادي سانت إتيان. كما قام بتدريب منتخب فرنسا لكرة القدم إلى جانب خوسيه أريبا بعد كأس العالم 1966.

## الإنجازات
- الدوري الفرنسي : 1957 ، 1964 ، 1967
- دوري السوبر السويسري : 1961 ، 1962
- كأس سويسرا : 1971